# Ruth Wodak

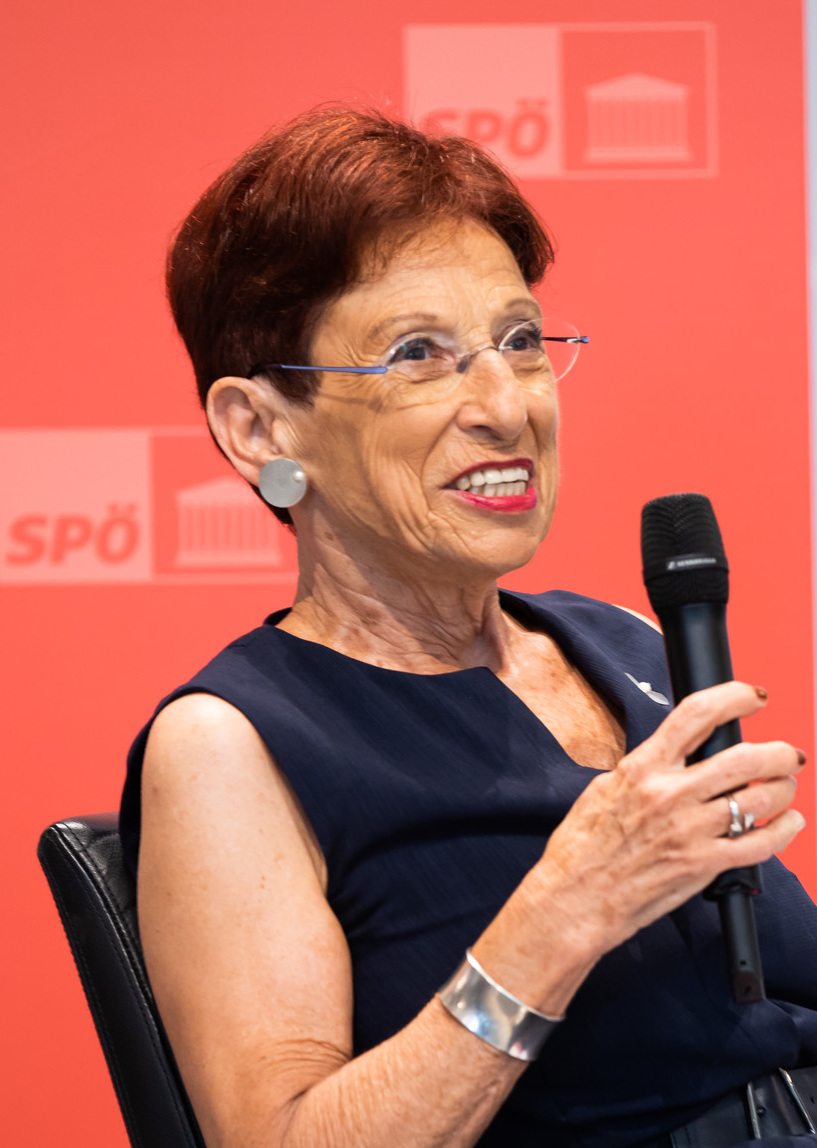
Ruth Wodak, 2021

Ruth Wodak (* 12. Juli 1950 in London) ist eine österreichische Sprachsoziologin und Diskursforscherin und emeritierte Professorin für angewandte Sprachwissenschaften der Universität Wien und der Lancaster University. Wodak gilt als eine der Entwicklerinnen der kritischen Diskursanalyse (Critical Discourse Studies). Sie hat sich intensiv mit Kommunikation in Institutionen, Identitätspolitik, Gender Studies, politischer Kommunikation, Populismus und Vorurteilsforschung auseinandergesetzt.

## Leben
Ruth Wodak wurde am 12. Juli 1950 in London, Großbritannien, geboren. Ihre Mutter Erna Wodak war Chemikerin, ihr Vater Walter Wodak Jurist und bedeutender österreichischer Diplomat. Ruth Wodak trug maßgeblich zur Verbreitung der Soziolinguistik in Österreich bei. Außerdem ist sie Vorreiterin der kritischen Diskursforschung. Sie war auch in den frühen 1970er-Jahren Mitglied einer Gruppe feministischer Forscherinnen. Ihre Forschungsschwerpunkte reichten von der Kommunikation in Institutionen (Arzt-Patient; europäische Institutionen; Kommunikation bei Gericht) über Fragen der Minderheitendiskriminierung, des Rassismus und Antisemitismus bis hin zu nationalen und europäischen Identitäten. Sie war die erste (sozialwissenschaftliche) Wittgenstein-Preisträgerin in Österreich. Im Laufe ihrer bisherigen Karriere hat sie 12 Monographien, über 70 herausgegebene Werke und Special Issues, und über 400 Artikel in peer-review Zeitschriften und Sammelbänden veröffentlicht. Einige Publikationen (Bücher wie auch Aufsätze) wurden bisher in 14 verschiedene Sprachen übersetzt (Deutsch, Englisch, Französisch, Spanisch, Portugiesisch, Arabisch, Hebräisch, Serbisch, Bosnisch, Russisch, Griechisch, Chinesisch, Japanisch, Koreanisch).

### Bildungsweg
Ruth Wodak besuchte von 1956 bis 1959 die International School (eine amerikanische Volksschule) in Belgrad, im damaligen Jugoslawien. 1959/60 besuchte sie die vierte Klasse der Volksschule in der Wiener Albertgasse und anschließend das Gymnasium in der Langegasse in Wien, wo sie die Matura mit Auszeichnung bestand. Anschließend studierte sie von 1968 bis 1974 an der Universität Wien die Fächer Slawistik, osteuropäische Geschichte und Sprachwissenschaft. Im Jahr 1974 erwarb Ruth Wodak ihren Doktorgrad in Linguistik an der Universität Wien, mit einer Promotion 'sub auspiciis praesidentis'. Ihre Dissertation schrieb sie zum Thema „Soziolinguistische Ansätze zu einer Theorie der Verbalisierung: Das Sprachverhalten von Angeklagten bei Gericht“. 1980 habilitierte sie sich in angewandter Linguistik, einschließlich Sozio- und Psycholinguistik, ebenfalls an der Universität Wien mit einer Arbeit zum Thema „Das Wort in der Gruppe. Linguistische Studien zur therapeutischen Kommunikation“.

### Berufslaufbahn
Bereits seit 1971 ist Ruth Wodak wissenschaftlich aktiv. Als wissenschaftliche Hilfskraft arbeitete sie am Institut für Sprachwissenschaft der Universität Wien, später, im Zeitraum von 1975 bis 1983 als Universitätsassistentin. Darauf folgend war Ruth Wodak bis 1991 als Dozentin für angewandte Linguistik, einschließlich Sozio- und Psycholinguistik, beschäftigt. 1991 wurde der Sprachwissenschaftlerin eine „Full Professorship“ an der University of Michigan angeboten, die sie jedoch ablehnte. Stattdessen setzte sie ihre Karriere als ordentliche Universitätsprofessorin für angewandte Sprachwissenschaft an der Universität Wien fort. 1998 wurde Wodak zum korrespondierenden Mitglied der Österreichischen Akademie der Wissenschaften (ÖAW) ernannt. Ab dem Jahr 2000 wurde sie zur Co-Direktorin des „Austrian National Focal Point“ der „European Agency for Fundamental Rights“ (damals noch EUMC) ernannt. Von 1997 bis 2003 leitete sie außerdem den Wittgenstein-Forschungsschwerpunkt „Diskurs, Politik, Identität“, den sie mittels ihres Wittgenstein-Preises begründete. Darüber hinaus wurde die Sprachwissenschaftlerin von 1999 bis 2002 als Forschungsprofessorin an die ÖAW berufen.
Von 2004 bis 2016 führte sie als Distinguished Professor for Discourse Studies ihre Forschungen zur Diskursanalyse an der Lancaster University in Großbritannien, Abteilung für Linguistik und Englisch, weiter. 2005 erhielt Ruth Wodak erneut ein Angebot international zu forschen, diesmal von der University of Waterloo, das sie wiederum ablehnte. Bis heute wirkt sie an der Lancaster University als Emerita.
Seit 2010 ist sie Mitglied der Academia Europaea. 2012 trat Wodak aus der Österreichischen Akademie der Wissenschaften aus. 2013 wurde sie zum Mitglied der britischen Academy of Social Sciences gewählt.

## Forschungsüberblick
Wodaks Forschungsinteressen fokussieren (kritische) Diskursstudien, insbesondere den diskurshistorischen Ansatz (wobei Aspekte der Integration von Text und Kontext hervorgehoben werden), nationale bzw. transnationale und europäische Identitätspolitik, (nationale und europäische) Vergangenheitspolitik (speziell im Zusammenhang mit dem Zweiten Weltkrieg und dem Holocaust), Rassismus, Antisemitismus und Fremdenfeindlichkeit. Außerdem forscht sie zu komplexen Dimensionen des Rechtspopulismus und der Ausgrenzungsrhetorik. Bei der Untersuchung dieser Themen analysiert sie systematisch eine Reihe von schriftlichen, verbalen und visuellen Gattungen. Der Forschungsfokus Ruth Wodaks liegt auf Diskurstheorien (Kombinationen von Ethnographie, Argumentationstheorien, Rhetorik, Pragmatik und Textlinguistik), institutioneller Kommunikation, Identitätspolitik und Vergangenheitspolitik, Sprache in der Politik, sowie Vorurteile und Diskriminierung. Durch die Kombination verschiedener theoretischer und methodologischer Ansätze zur Diskurstheorie entwickelte sie den „diskurshistorischen Ansatz der kritischen Diskursanalyse“ weiter, ein interdisziplinärer, problemorientierter Ansatz, der die Veränderungen diskursiver Praktiken im Laufe der Zeit und in verschiedenen Genres analysiert.

### Neueste Forschungen und Werke
Ihre Monographie mit dem Titel „Die Politik der Angst. Die schamlose Normalisierung rechtspopulistischen Diskurses“ wurde 2020 in einer völlig überarbeiteten und erweiterten zweiten Auflage veröffentlicht, übersetzt aus dem Englischen (Politics of Fear. The Shameless Normalisation of Far-right Discourse; Sage 2020). Darin konzentriert sie sich auf die Rhetorik, die Ausführung und die Argumentation rechtspopulistischer Politik in Europa und in den USA. Insbesondere untersucht sie darin die Abhängigkeiten zwischen Politik und Medien anhand mehrerer detaillierter Fallstudien. Die Rekontextualisierung und Glokalisierung von Bildern und Plakaten über mehrere europäische, rechtsextreme, politische Parteien bilden ebenfalls einen Schwerpunkt ihres Buches wie auch der immer stärker werdende Einfluss sozialer Medien. Weiter veröffentlichte sie, zusammen mit Michael Meyer, eine dritte überarbeitete Ausgabe der „Methoden der kritischen Diskursanalyse“ (Methods of Critical Discourse Studies, Sage 2015). Wodak beschäftigte sich in ihren Forschungsprojekten zusammen mit ihrem Mitarbeiter Markus Rheindorf mit dem Sprachwechsel von österreichischem Deutsch (ab 1970–2010). Sie gehörte auch zu einem interdisziplinären Team von Historikern, Psychiatern und Linguisten, die die diskursive und psychologische Dynamik eines einzigartigen Netzwerkes von Kindern von Holocaustüberlebenden und Widerstandskämpfern in Wien untersuchte. Das Forschungsprojekt trägt den Namen „Kinderjause – Zur Geschichte einer marginalisierten Gruppe“ (Publikation dazu 2018, Berger und Wodak (Hg) "Kinder der Rückkehr", Springer). Im Jahr 2013 war sie Co-Autorin von zwei Bänden über den rechtspopulistischen Diskurs, „Analysis of European Fascism: Fascism in Text and Talk“ (gemeinsam mit John Richardson, Routledge) und „Rightwing Populism in Europe: Politics and Discourse“ (Maijd KhosraviNik und Brigitte Mral, Bloomsbury). Unter anderem veröffentlichte sie Kommentare und kurze Essays in der Zeitung "Der Standard", in Newsweek, Rantt, und Euronews, und in den On-Line Plattformen "Opendemocracy" und CARR (Center for the Analysis of the Radical Right). Eine weitere Monographie von Ruth Wodak, „Der Diskurs der Politik im Handeln: Politik wie gewohnt“ (The Discourse of Politics in Action: Politics as Usual) erschien im Juni 2011 im Paperback (zweite überarbeitete Ausgabe bei Palgrave). Das Buch „Migration, Identity and Belonging“, das sie zusammen mit Gerard Delanty und Paul Jones herausgab, wurde im März 2011 veröffentlicht. Gemeinsam mit Paul Kerswill und Barbara Johnstone gab sie 2013 das „Handbuch für Soziolinguistik“ heraus, mit Bernhard Forchtner gab sie 2018 das "Handbook of Language and Politics (Routledge) heraus.

## Sonstige Informationen
Ruth Wodak war in der Vergangenheit an mehreren geförderten, großen Forschungsprojekten beteiligt. Zwischen 2005 und 2007 war sie Teil eines Projekts über die Repräsentation von Asylsuchenden und Flüchtlingen in der britischen Presse. Zwischen 2006 und 2011 leitete sie das Lancaster-Team von DYLAN (Language Dynamics and Management of Diversity), einem interdisziplinären soziolinguistischen Projekt und Teil des 6th EU-Framework. Zwischen 2004 und 2007 arbeitete sie am EMEDIATE-Projekt mit, welches ebenfalls Teil des EU-Framework war und die Darstellung europäischer Krisen zwischen 1956 und 2006 untersuchte. Zuvor war sie Leiterin des von der österreichischen Akademie der Wissenschaften im Rahmen des Wittgenstein-Preises geförderten Diskurses, Politik, Identitäts-Forschungszentrums und koordinierte Projekte zu österreichischen und europäischen Identitäten, Rassismus und Diskriminierung. Wodak ist Mitglied des Redaktionsbeirates einer Reihe linguistischer Zeitschriften. Sie ist Mitherausgeberin der Zeitschriften „Discourse and Society“ (mit Teun van Dijk, Teresa Carbo und Mick Billig), „Critical Discourse Studies“ (mit John Richardson) und „Journal of Language and Politics“ (mit Michal Krzyzanowski und Bernhard Forchtner). Gemeinsam mit Andreas Musolff und Johann Unger gab sie über 10 Jahre die Buchreihe „DAPSAC“ (Discourse Approaches to Politics, Society and Culture), John Benjamin Verlag, heraus. Die jüngst veröffentlichte Monographie der „DAPSAC“-Reihe ist „Journalismus und Politik“.

## Werke

### Monografien
- Politik mit der Angst. Zur Wirkung rechtspopulistischer Diskurse. Konturen, Wien, Hamburg 2016.
- The Politics of Fear: What Right wing Populist Discourses Mean. Sage, London 2015.
- The Discourse of Politics in Action: Politics as Usual. Palgrave, Basingstoke 2009. (2., überarb. Auflage. 2011)
- Diskurs, Jazyk i Polityka. Akamiceski, Moscow 2010.
- The Disorders of Discourse. Longman, London 1996.
- Language Behaviour in Therapy Groups. Univ. of California Press, Los Angeles 1986. (Übersetzung von: Das Wort in der Gruppe).
- Hilflose Nähe? – Mütter und Töchter erzählen. Deutike, Wien 1984.
- Das Wort in der Gruppe. Linguistische Studien zur therapeutischen Kommunikation. Akademie der Wissenschaften, Wien 1981.
- Das Sprachverhalten von Angeklagten bei Gericht. Scriptor, Kronberg, Ts. 1975.[1]

### Autorschaft
- mit A. Pollak: Der ausgebliebene Skandal. Czernin, Wien 2001.
- mit M. Meyer: Methods of Critical Discourse Analysis. Sage, London 2001.
- mit Martin Reisigl: Discourse and Discrimination. Rhetorics of Racism and Antisemitism. Routledge, London 2001.
- mit Peter Muntigl und Gilbert Weiss: European Union Discourses on Un/employment. An interdisciplinary approach to employment policy-making and organizational change. Benjamins, Amsterdam 2000.
- mit M. Meyer, St. Titscher und E. Vetter: Methods of Text and Discourse Analysis. Sage, London 2000.
- mit Teun. A. van Dijk: Racism at the Top. Drava, Klagenfurt 2000.
- mit R. de Cillia, M. Reisigl und K. Liebhart: The Discursive Construction of National Identity. University Press, Edinburgh 1999.
- mit St. Titscher, M. Meyer und E. Vetter: Methoden der Textanalyse. Westdeutscher Verlag, Wiesbaden 1998.
- mit R. de Cillia, M. Reisigl, K. Liebhart, K. Hofstätter und M. Kargl: Zur diskursiven Konstruktion nationaler Identität. Suhrkamp, Frankfurt am Main 1998.
- mit B. Matouschek und F. Januschek: Notwendige Maßnahmen gegen Fremde? Passagen Verlag, Wien 1995.
- mit F. Menz, R. Mitten und F. Stern: Sprachen der Vergangenheiten. Öffentliches Gedenken in österreichischen und deutschen Medien. Suhrkamp Verlag, Frankfurt am Main 1994.
- mit H. Gruber: Ein Fall für den Staatsanwalt? Diskursanalyse der Kronenzeitungsberichterstattung zu Neo-Nazismus und Verbotsgesetz. WLG Beiheft 11, 1992.
- mit E. Andraschko, J. Lalouschek und H. Schrodt: „Schulpartnerschaft“ – Kommunikation zwischen Eltern, Schülerinnen und Lehrerinnen. Institut für Sprachwissenschaft, Wien 1990.
- mit R. de Cillia, H. Gruber, R. Mitten, P. Nowak und J. Pelikan: „Wir sind alle unschuldige Täter!“ Diskurshistorische Studien zum Nachkriegsantisemitismus. Suhrkamp, Frankfurt am Main 1990.
- mit F. Menz und J. Lalouschek: Alltag auf der Ambulanz. Narr, Tübingen 1990.
- mit R. de Cillia, H. Gruber, R. Mitten, P. Nowak und J. Pelikan: „Wir sind alle unschuldige Täter!“ Studien zum antisemitischen Diskurs im Nachkriegs-Österreich. Wien 1989.
- mit F. Menz und J. Lalouschek: Sprachbarrieren. Die Verständigungskrise in der Gesellschaft. Edition Atelier, Wien 1989.
- mit R. de Cillia, K.Blüml, und E. Andraschko: Sprache und Macht – Sprache und Politik. Der Beitrag der Sprachwissenschaft zur politischen Bildung. Deuticke, Wien 1989.
- mit R. de Cillia: Sprache und Antisemitismus. (= Institut für Wissenschaft und Kunst Mitteilungen. 3.1988). Wien 1988.
- mit O. Pfeiffer und E. Strouhal: Recht auf Sprache. Orac, Wien 1987.
- mit S. Moosmüller, U. Doleschal und G. Feistrizer: Richtlinien zur Vermeidung sexistischen Sprachgebrauchs. Bundesministerium für Arbeit und Soziales, Wien 1987.
- mit B. Lutz: Information für Informierte. Akademie der Wissenschaften, Wien 1987.
- mit M. Schulz: The Language of Love and Guilt. Mother-Daughter-Relationships from a Cross-Cultural Perspective. Benjamins, Amsterdam 1986.
- mit N. Hein, J. Lalouschek, P. Nowak und U. Hoffmann-Richter: Kommunikation zwischen Arzt und Patient. In: Wiener Linguistische Gazette. Beiheft 4, 1985.
- mit F. Menz, B. Lutz und H. Gruber: Die Sprache der Mächtigen und Ohnmächtigen. Der Fall Hainburg. Eine sozio- und textlinguistische Studie. Wien 1985.
- als Hrsg.: Das kann einem nur in Wien passieren. Alltagsgeschichten. Czernin, Wien 2001.
- mit H. Blüml, E. Huk, V. Krammer, V. Liehr, H. Ott, O. Pfeiffer, H. Salaun und L. Staudigl: Bürgernahe Gesetzestexte in Niederösterreich. Niederösterreichische Landesregierung, Wien 1983.
- Die Mutter-Tochter-Beziehung bei schwierigen Kindern. In: Wiener Linguistische Gazette. Beiheft 2, 1983.
- Die Sprache von Mutter und Tochter – ein soziophonologischer Vergleich. In: Wiener Linguistische Gazette. Beiheft 1, 1982.[1]

## Auszeichnungen
- 1974 Theodor-Körner-Preis für ihre Dissertation
- 1980 Kardinal-Innitzer-Förderungspreis für Geisteswissenschaften für ihre Habilitationsschrift
- 1982 Stipendium der Rockefeller-Stiftung zum Aufenthalt im Rockefeller Studien- und Konferenzzentrum in Bellagio
- 1989 Pharmig Preis der Österreichischen Ärztekammer für das Projekt „Alltag in der Ambulanz“
- 1990 Dr. Hertha Firnberg Staatspreis für besondere Leistungen auf dem Gebiet von Wissenschaft und Forschung
- 1996 Wittgenstein-Preis für Spitzenforschung
- 2001 Preis der Stadt Wien für Geisteswissenschaften
- 2003 Willy und Helga Verkauf-Verlon Preis des Dokumentationsarchivs des österreichischen Widerstandes (DÖW) für österreichische antifaschistische Publizistik
- 2004 Nominierung zur Österreicherin des Jahres im Bereich Wissenschaft
- 2006 Wiener Frauenpreis
- 2010 Ehrendoktorat der Universität Örebro
- 2011 Großes Silbernes Ehrenzeichen für Verdienste um die Republik Österreich
- 2017 Wissenschaftsbuch des Jahres für Politik mit der Angst. Zur Wirkung rechtspopulistischer Diskurse[9]
- 2018 Käthe Leichter-Lebenswerk-Preis[10]
- 2020 Ehrendoktorat der University of Warwick

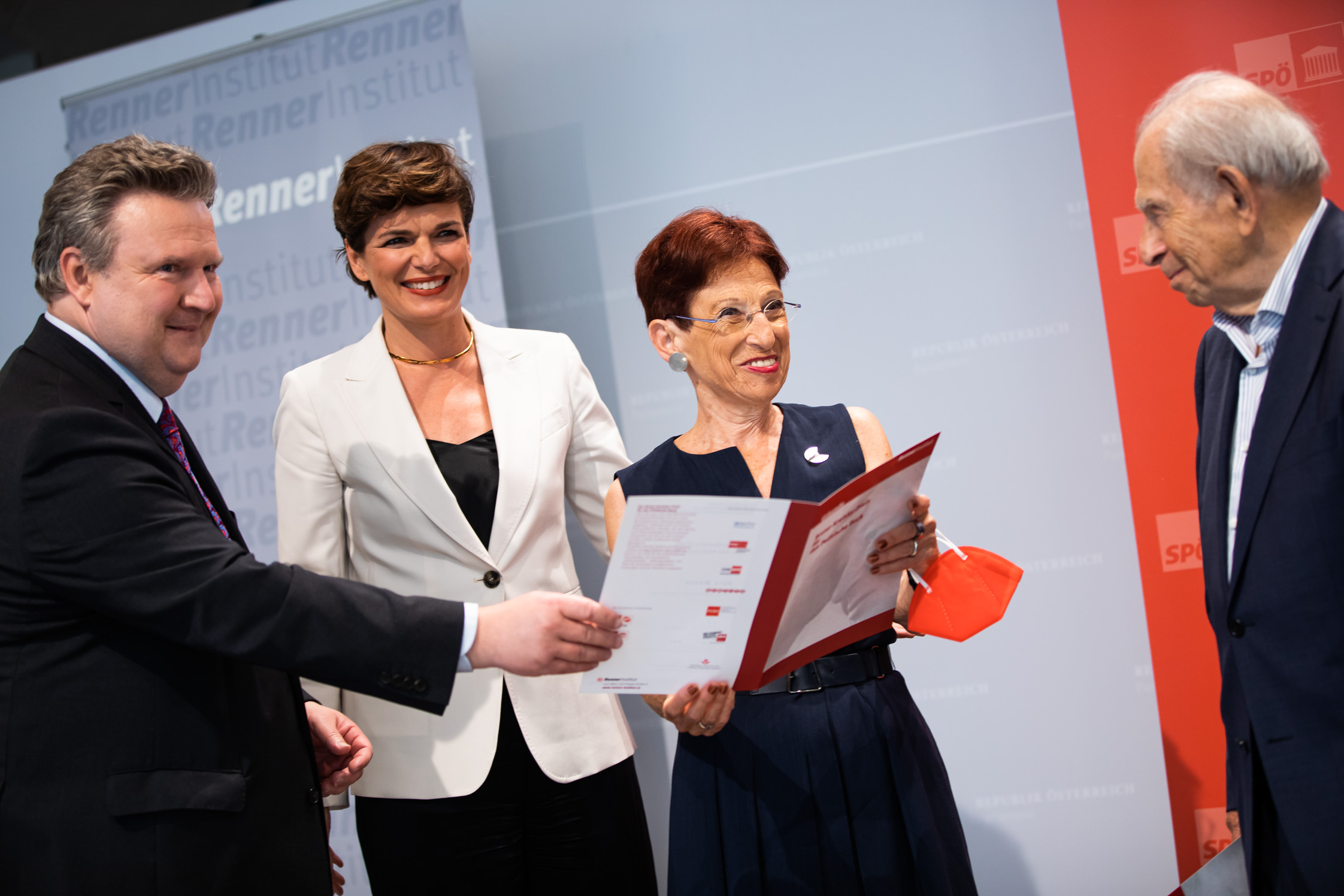
Auszeichnung von Wodak mit dem Bruno-Kreisky-Preis, 2021

- 2020 Bruno-Kreisky-Preis für das politische Buch – Preis für das publizistische Gesamtwerk[11]
- 2021 Ehrensenatorin der Universität Wien[12]
- 2022 Paul-Watzlawick-Ehrenring der Wiener Ärztekammer[13]